# Diepoldshofen

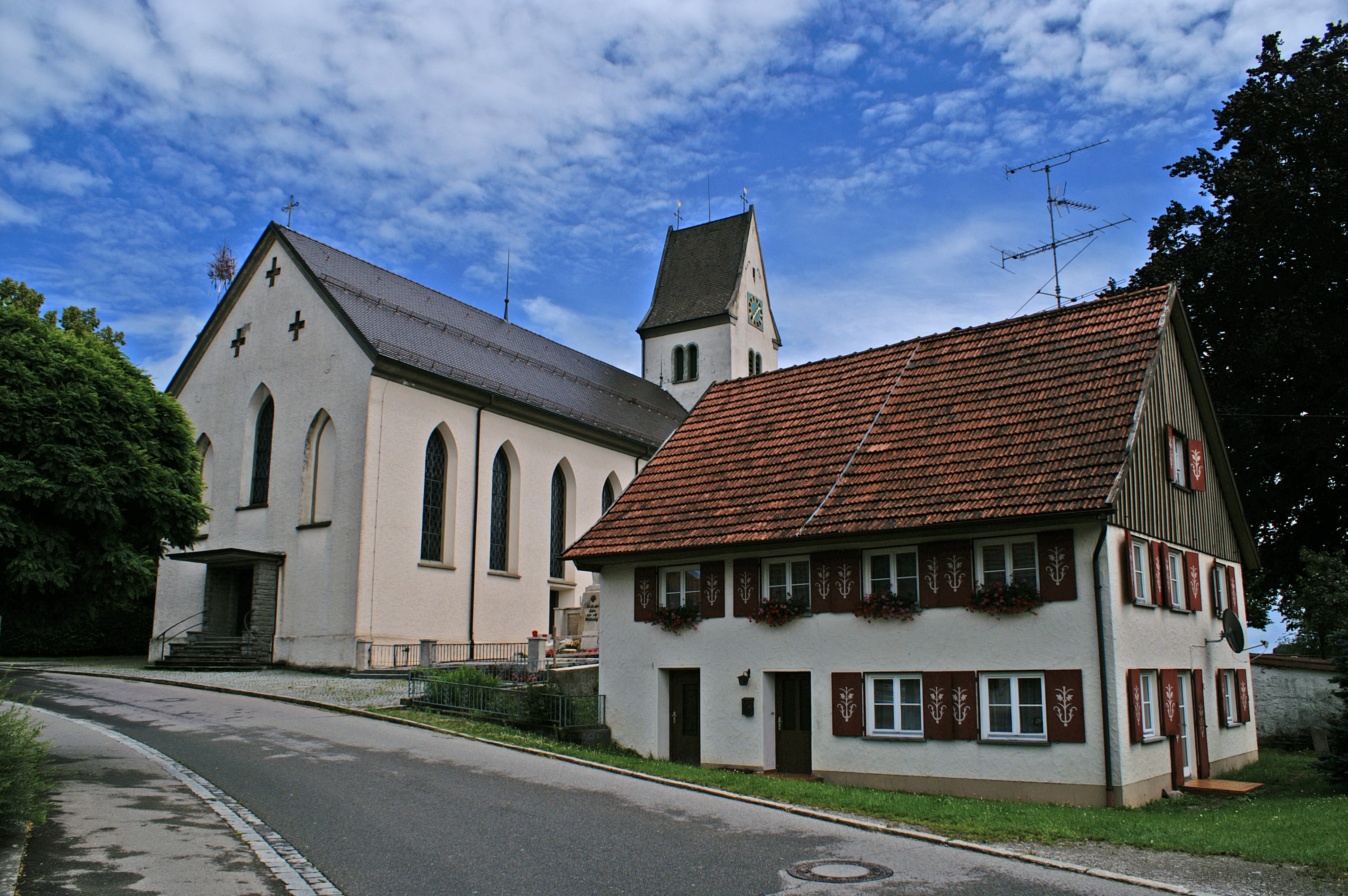
Diepoldshofen

Diepoldshofen ist ein Stadtteil mit 678 Einwohnern der Großen Kreisstadt Leutkirch im Allgäu im Landkreis Ravensburg im Südosten von Baden-Württemberg. Die ehemals selbständige Gemeinde Diepoldshofen wurde 1972 nach Leutkirch eingemeindet.

## Geographie
Diepoldshofen befindet sich circa fünf Kilometer nordwestlich von Leutkirch an der Bundesstraße 465.
Zu Diepoldshofen gehören die Wohnplätze Bergkönig, Bodenhaus, Erlenstockhof, Hünlishofen, Oberburkhardshofen, Rast, Riedlings, Rimmeldingen, Staighaus, Stegrot, Übendorf, Unterburkhardshofen und Weißenbauren.

## Geschichte
Diepoldshofen wurde 1090 erstmals in einer Schenkungsurkunde an das Kloster Weingarten genannt. Im 13. Jahrhundert war es im Besitz der Klöster Baindt, Isny und Rot. Die Grundherrschaft über Diepoldshofen kam von den Grafen von Veringen, mit ihrem Vasallen, dem Edelfreien Berthold von Trauchburg, an die Grafschaft Zeil. Mit Zeil fiel Diepoldshofen 1810 an Württemberg.
Als eine Besonderheit lässt sich ein Gewitter vom 16. August 1798 nennen, bei welchem nicht nur ein Mensch in der Kirche vom Blitz erschlagen wurde, sondern auch das auf dem Dach befindliche Kreuz durch einen Blitz heruntergeholt wurde.
Nun gehörte der Ort zunächst zur Oberschultheißerei Zeil innerhalb des Oberamts Leutkirch. 1820 wurde die Gemeinde Diepoldshofen gebildet, die bis 1849 zum fürstlich Waldburg-Zeilschen Amt gehörte, dann wieder dem Oberamt Leutkirch angegliedert wurde. Bei dessen Auflösung 1938 kam die Gemeinde zum Landkreis Wangen.
Am 1. Juni 1972 wurde Diepoldshofen in die Stadt Leutkirch eingegliedert.

## Sehenswürdigkeiten
Siehe auch: Liste der Kulturdenkmale in Leutkirch im Allgäu#Diepoldshofen
- Pfarrkirche St. Johann Baptist, erbaut 1846 mit altem Turm

## Persönlichkeiten
- Joseph Bullinger (1744–1810), Pfarrer in Diepoldshofen
- Inigo Maximilian König (1904–1964), römisch-katholischer Ordensgeistlicher und Apostolischer Präfekt von Shaowu